# トモクニ
株式会社トモクニは、香川県東かがわ市に本社を置く、手袋や帽子、マフラー、ニット帽、ニット製品を製造する繊維メーカーである。手袋、帽子のキャラクターライセンスも取得しており、ディズニー商品をはじめとする様々な商品を製造している。

## 沿革
- 1957年3月 - 設立

## 所在地
- 本社 - 香川県東かがわ市
- 東京店 - 東京都台東区

## 関連会社
- ファーストライン
- 青島即発盛友服飾有限公司

## テレビアニメや特撮とのタイアップ等
- スーパー戦隊シリーズ
- メタルヒーローシリーズ

など